# Kastell Zăvoi
Das Kastell Zăvoi (antike Namen Acmonia, Augmonia oder Agnaviae) ist ein ehemaliges trajanisches Kastell einer größeren Vexillation auf dem Gebiet der Gemeinde Zăvoi, Kreis Caraș-Severin, in der rumänischen Region Banat. Gemeinsam mit insgesamt 277 Stätten des Dakischen Limes wurde Agnaviae 2024 zum UNESCO-Weltkulturerbe erhoben.

## Fundverbleib und Denkmalschutz

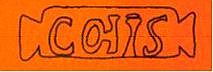
Ziegelstempel der COH(ors) I S(agittariorum) oder S(agittaria)

## Lage

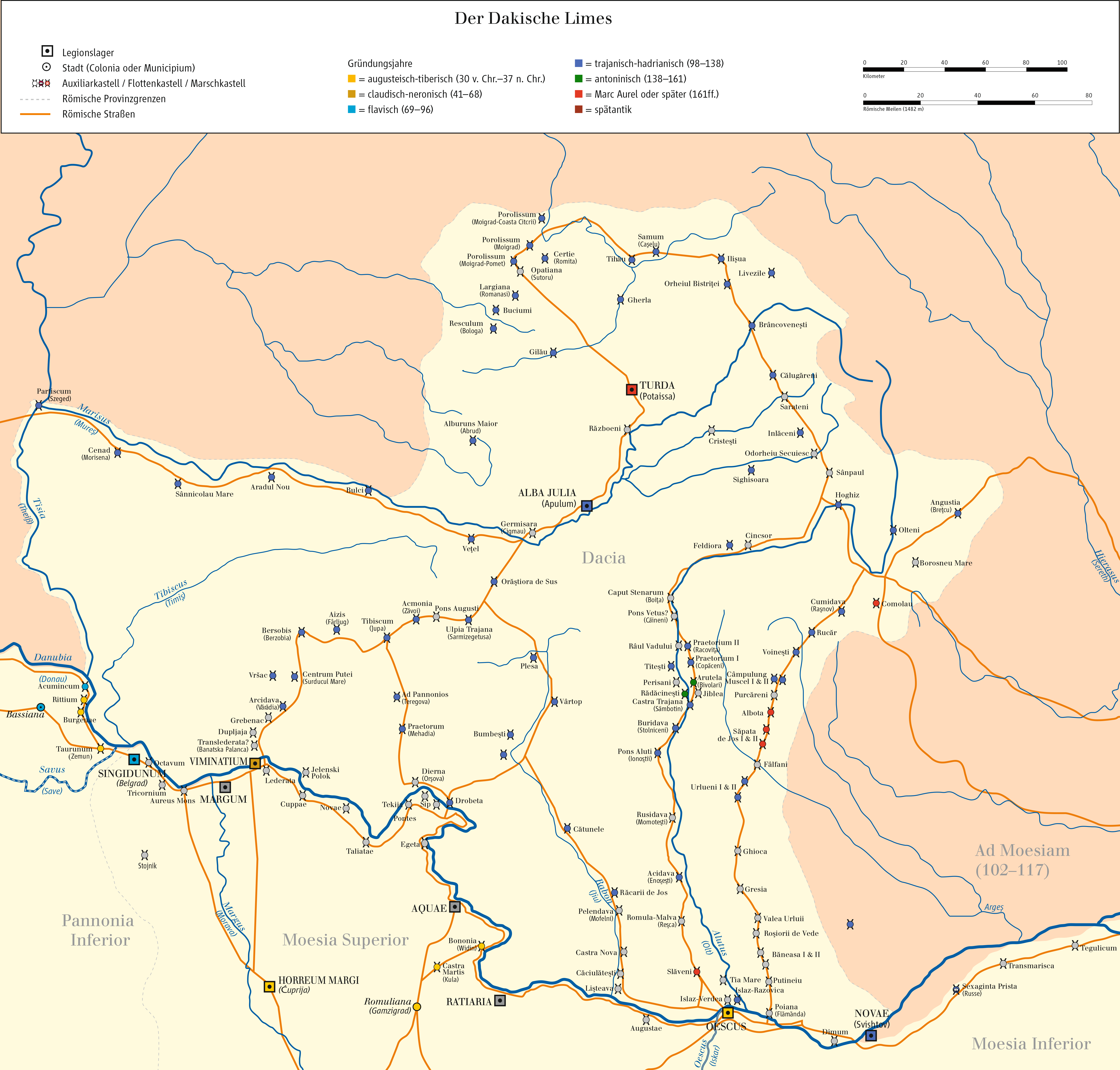
Verlauf der Dakischen Limites

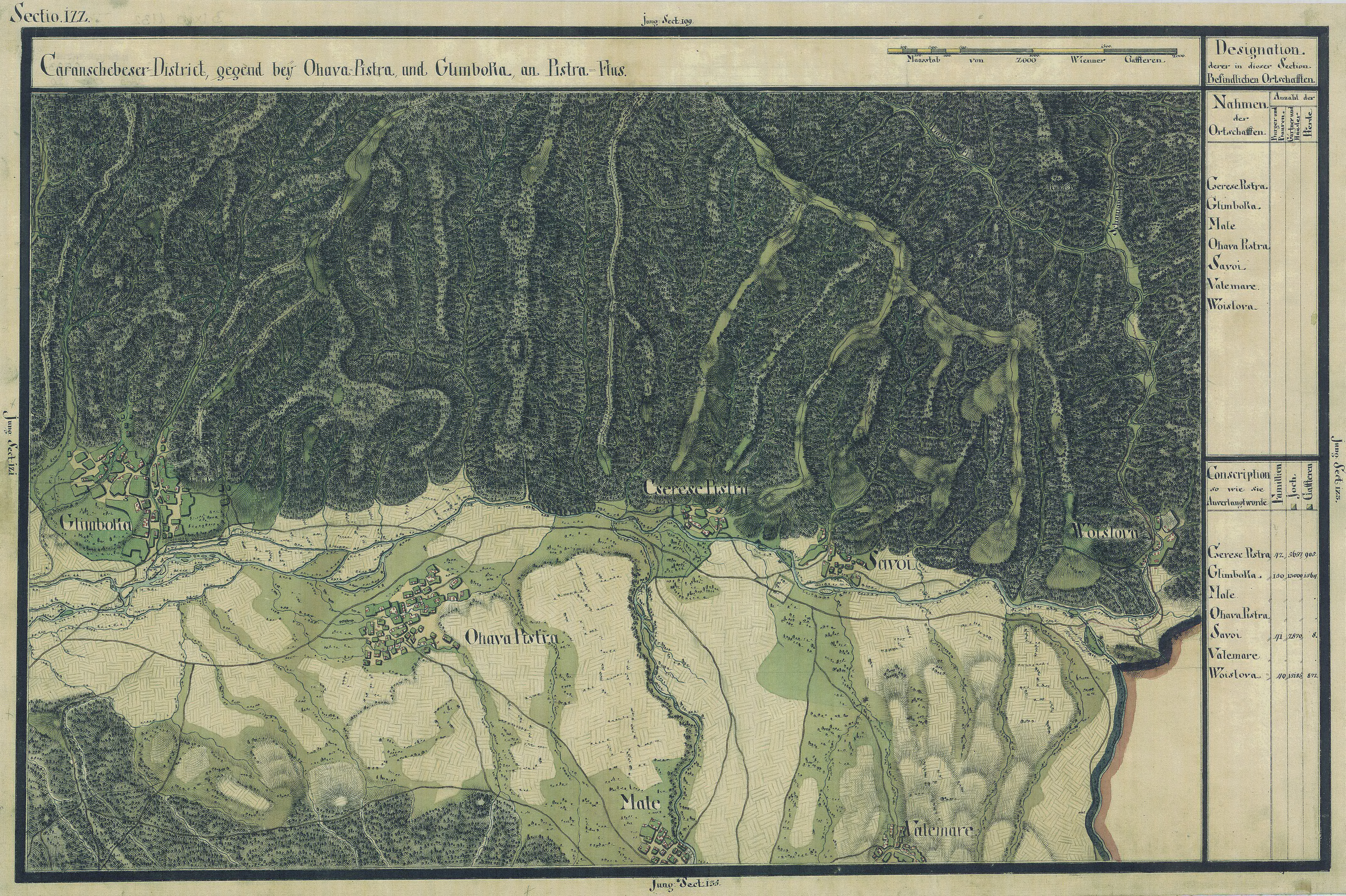
Zăvoi und Kastell Zăvoi zur Zeit der Josephinischen Landaufnahme (1769–1772). Der Ort Zăvoi befand sich damals noch am nördlichen Ufer der Bistra. Erst später erfolgte aus Gründen des Hochwasserschutzes eine Umsiedlung an das südliche Ufer.

Im heutigen Siedlungsbild liegt das Bodendenkmal inmitten des Dorfes Zăvoi in der Flur „Cetate“ (Festung) und wird von der Nationalstraße 68 durchschnitten. Die Spuren der Umwehrung des ehemaligen Kastells sind, auch wenn sie zum Teil durch Haus- und Straßenbau zerstört wurden, noch als deutliche Bodenerhebung überall im Gelände sichtbar. Topographisch befindet sich das ehemalige Militärlager auf einer überflutungsgeschützten Hochterrasse am südlichen Ufer des Flüsschens Bistra, eines Nebenflusses des Timiș (Temesch). In antiker Zeit befand es sich dort in einer strategisch bedeutsamen Position (an der heute die Grenze zwischen dem Banat und Siebenbürgen verläuft). Seine Besatzung hatte dort die Aufgabe den Verkehr zu überwachen, der über den Gebirgspass Pasul Poarta de Fier a Transilvaniei verlief.